# Jacques Quétif
Jacques Quétif fue un religioso y bibliógrafo nacido en Francia en 6 de abril de 1618 y fallecido en 2 de marzo de 1698.

Afirma el mismo Quétif, fue notorio en Florencia, que el gravísimo Padre Francisco Jorge Benigno, franciscano, después arzobispo de Nazareth, fue muy acérrimo defensor de Savonarola en su vida y conducta en los últimos años; y nada menos lo fue el Padre Pablo Fuccechio, también franciscano, maestro en teología
 cita de Norte crítico con las reglas más ciertas para la discreción en la Historia, Valencia: J. García, 1733; autor: el M.R.P. Fr. Jacinto Segura).

## Biografía
Jacques tomó el hábito de la orden de predicadores y fue bibliotecario del convento de los dominicos de la calle San Honorato de París.
Jacques dejó publicadas varias obras, entre ellas, una nueva edición del Concilio de Trento, una  nueva edición de la Summa Theologiae de Tomás de Aquino y una biblioteca de autores de su orden, terminada por su "hermano" dominico Jacques Échard, y en sus obras demuestra Quétif una gran erudición.

## Obras
Jacques dejó publicadas las siguientes obras:
- B. Alberti Magni Ratisbonensis episcopi, ordinis Praedicatorum,..., París, 1890-95, 38 vols.
- Catalogus scriptorum religionis.., J. Moreti, 1613.
- Opuscula et epistolae, París, 1675.
- Sacro Sancti et oecumenici..concilii Tridentini.. canones et decreta, París, 1666.
- Scriptores ordinis praedicatorum, París: A. Picard, 1910-1914.